# 胡氏狂蛛
胡氏狂蛛（学名：Zelotes hui）为平腹蛛科狂蛛属的动物。在中国大陆，分布于新疆等地，主要生活于丛林石隙间。该物种的模式产地在新疆。